# 大平里 (龍潭區)
大平里，位於台灣桃園市龍潭區東南位置的行政區，緊鄰三坑老街以及石門水庫，為一有兩百年歷史的客家傳統聚落。

## 地理
大平里位於龍潭區的東南位置，地勢西南高東北低，面積3.35平方公里，行政分為18鄰，676戶，人口1787人，北距龍潭鄉市區約5公里。

## 地方景點
石門水庫、石門山登山步道、紅橋景點、公11公園（石門山公園）。